# 타모 페니킷
타모 페니킷(영어: Tahmoh Penikett, 1975년 5월 20일 ~ )은 캐나다의 배우이다.

## 출연 작품
- 호숫가 살인사건: 톤우드 미스터리 (2017년) - 산토스 알바레스 역
- 킬버드 (2019년) - 우편배달부 역
- 더 컬러 로즈 (2020년) - 딘 카버 목사 역
- 2 하츠 (2020년) - 에릭 역